# ناحیه کرتلند، شهرستان دیکلب، ایلینوی
ناحیه کرتلند (به انگلیسی: Cortland Township) یک منطقهٔ مسکونی در ایالات متحده آمریکا است که در شهرستان دیکلب واقع شده‌است. ناحیه کرتلند ۲۵۹ متر بالاتر از سطح دریا واقع شده‌است.